# Persone LGBTQ+ nel conflitto russo-ucraino

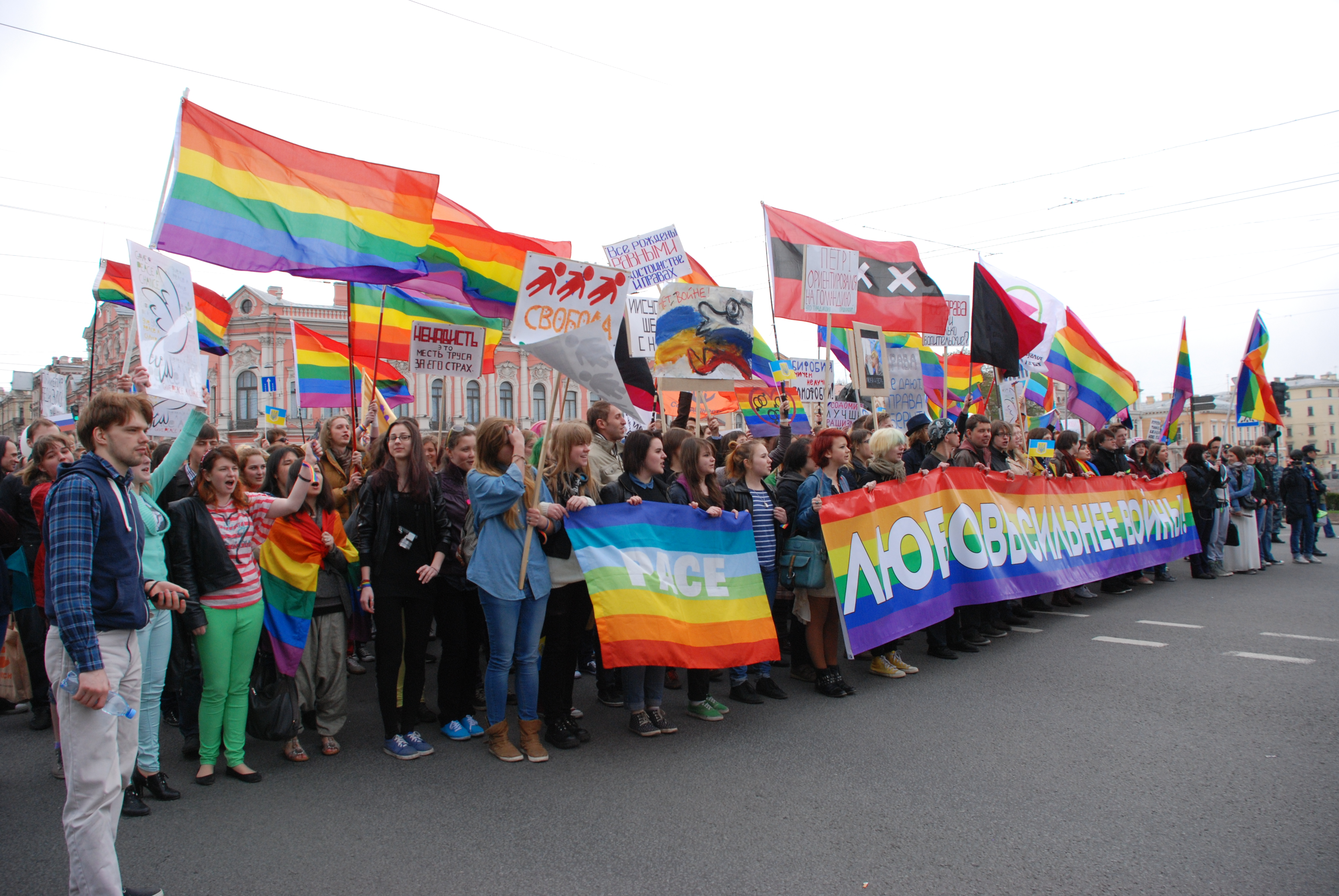
"L'amore è più forte della guerra". Primo Maggio Arcobaleno 2014

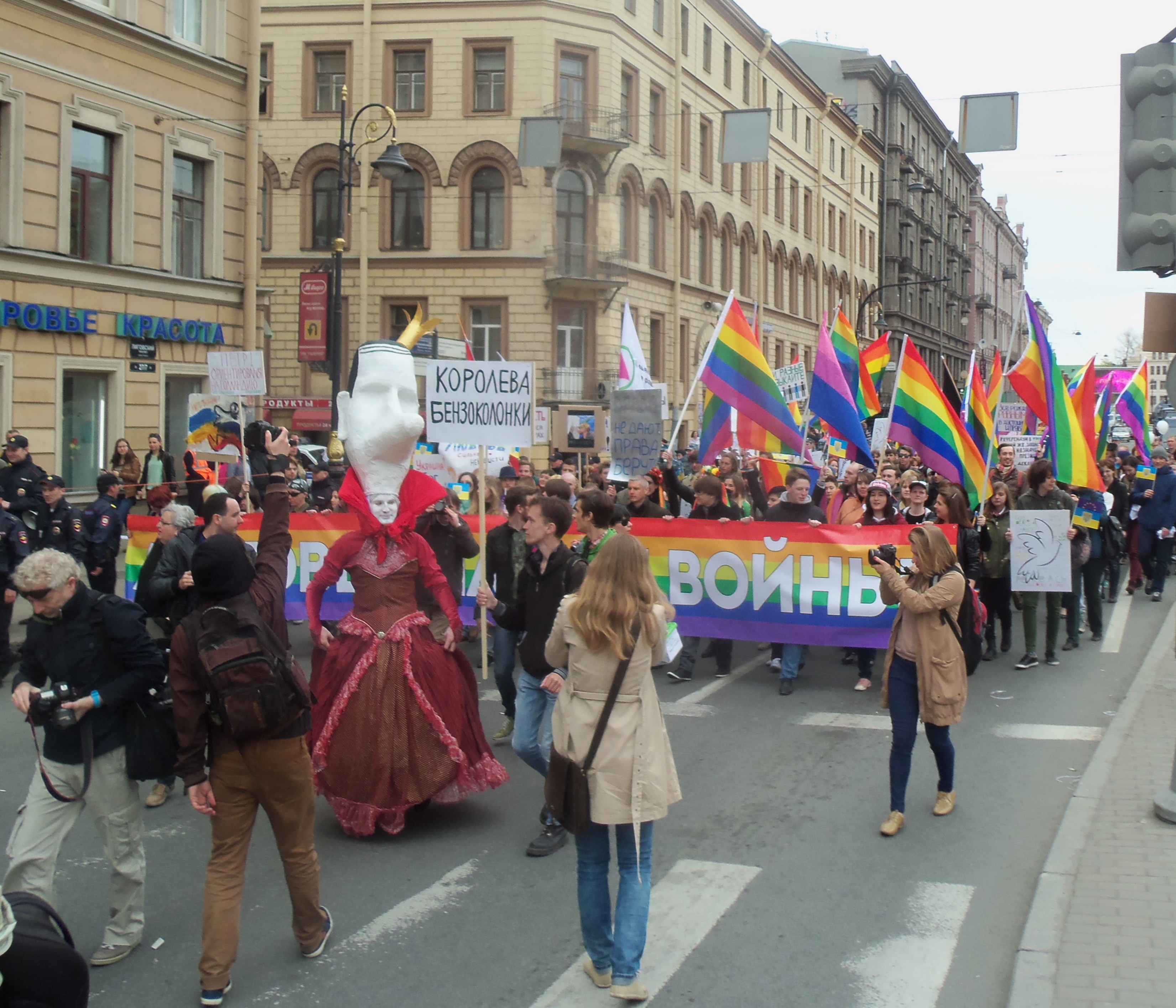
Primo Maggio Arcobaleno 2014

Le persone lesbiche, gay, bisessuali, transgender e queer (LGBTQ+) hanno avuto un ruolo in molteplici aspetti del conflitto russo-ucraino.
Dopo l'annessione della Crimea alla Russia nel 2014 e la successiva creazione della Repubblica Popolare di Doneck e della Repubblica Popolare di Lugansk, due stati fantoccio russi nell'Ucraina orientale, dando così inizio alla guerra russo-ucraina, il numero di attacchi d'odio omofobi, compresi quelli commessi dal governo, in Russia è aumentato drasticamente. Dall'inizio dell'invasione russa su vasta scala dell'Ucraina nel febbraio 2022, sono stati documentati numerosi casi di violenza omofobica contro la comunità LGBTQ+ ucraina da parte dell'esercito russo. Le autorità russe hanno anche inasprito la legislazione interna che discrimina le persone LGBTQ+ durante l'invasione.
Nel frattempo, in Ucraina, fin dalla rivoluzione della dignità che ha stabilito un corso più filo-occidentale per la politica del Paese, l'accettazione delle persone LGBTQ+ è gradualmente aumentata e, dall'inizio dell'invasione russa su vasta scala, questa tendenza si è intensificata. La partecipazione della comunità LGBTQ+ ucraina all'esercito ha dato impulso a questo cambiamento. L'Istituto Internazionale di Sociologia di Kiev ha notato nel corso del tempo una tendenza all'accoglienza positiva delle persone LGBTQ+ nel Paese.

## Contesto

### Russia
L'omofobia in Russia è stata promossa dal governo russo come parte di una narrazione più ampia sui "valori tradizionali" della Russia, contrapposti all'"immoralità" del mondo occidentale e alla conseguente missione di civiltà della Russia. La Russia è raffigurata come un baluardo di valori conservatori, quali la tradizione, una rigida gerarchia sociale e un ordine sessuale, nonché il ruolo preminente della religione. Vladimir Putin ha fatto ricorso a questa retorica durante le proteste russe del 2011-2013. Da allora, le politiche del governo russo sono state formalizzate per opprimere le persone LGBTQ+ e limitare i diritti delle donne nel Paese.

### Ucraina

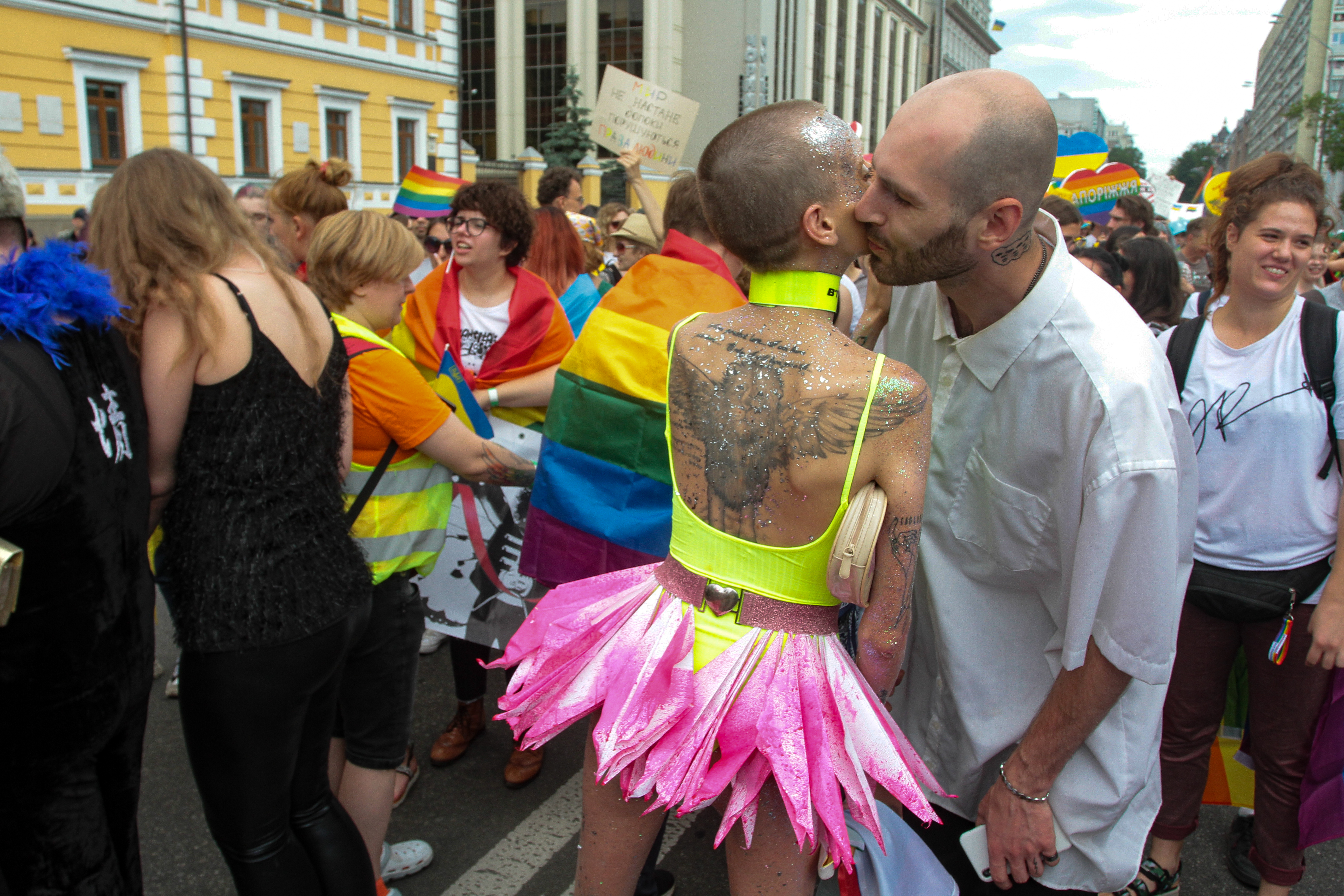
I manifestanti al KyivPride nel 2019

Le prime organizzazioni LGBTQ+ ucraine sono nate negli anni novanta del XX secolo e, nel corso degli anni 2000, organizzazioni locali e internazionali, come la International Renaissance Foundation di George Soros, hanno acquisito importanza nel rapporto della società ucraina con la comunità LGBT.
Le parate del Pride hanno iniziato a ottenere maggiore popolarità e accettazione nel paese negli anni dieci del XXI secolo, e negli anni venti gli eventi dell'orgoglio si sono cominciate a svolgere non solo nella capitale Kiev, ma anche a Charkiv, Zaporižžja, Kryvyj Rih, Cherson e Odessa.
Dopo Euromaidan, l'Ucraina ha iniziato a prestare maggiore attenzione ai diritti LGBTQ+. Nel 2015 è stato introdotto nella legge ucraina il divieto di discriminazione sul posto di lavoro basata sull'identità di genere o sull'orientamento sessuale.
Mentre i movimenti nazionali anti-LGBTQ+ si indebolivano e perdevano popolarità, la Russia continuava a essere una fonte di sentimento omofobo esportato in Ucraina. Le autorità russe hanno cercato di promuovere idee ultraconservatrici in Ucraina e in altri paesi per combattere i movimenti LGBTQ+. Sotto la presidenza filo-russa di Viktor Janukovyč, il Parlamento ucraino ha presentato tre volte proposte di legge per vietare la "propaganda gay" simili al modello russo.
Nel 2023, dopo aver precedentemente ospitato l'Eurovision Song Contest per conto dell'Ucraina, la città inglese di Liverpool ha ospitato il KyivPride.

## Durante la guerra russo-ucraina

### Diritti LGBTQ+ nei territori occupati dell'Ucraina dal 2014 al 2022

#### Donbass
Contrariamente a quanto si pensa sia una regione conservatrice, il Donbass, nell'Ucraina orientale, era tradizionalmente la regione del Paese che sostiene maggiormente la comunità LGBTQ+. La situazione cambiò radicalmente dopo l'inizio della guerra nel Donbass, quando le milizie filo-russe conquistarono vaste aree nelle oblast' di Luhans'k e di Donec'k. L'omofobia occupava un posto importante nella retorica dei gruppi. Nei territori occupati iniziarono persecuzioni sistematiche e uccisioni mirate di persone LGBTQ+. La costituzione della Repubblica Popolare di Doneck (DPR) prevedeva il divieto delle unioni tra persone dello stesso sesso. Nel 2015, sia la DPR che la Repubblica Popolare di Lugansk (LPR) hanno approvato leggi discriminatorie contro la "propaganda gay", simili a quelle russe. Le organizzazioni LGBTQ+ locali furono rapidamente distrutte e molte persone LGBTQ+ furono costrette a fuggire dal Donbass.
Nell'agosto 2015, un blogger chiamò l'ufficio di polizia della LPR, dicendo che voleva sporgere denuncia su un cosiddetto "bordello eterosessuale" nella città di Luhans'k. Il rappresentante della LPR ha risposto che l'eterosessualità era proibita nella repubblica e ha detto di aver inviato una squadra all'indirizzo - apparentemente confondendo l'eterosessualità (attrazione per il sesso o genere opposto) con l'omosessualità (attrazione per lo stesso sesso o genere).

#### Crimea
Fin dai tempi dell'Unione Sovietica, quando la sodomia era un reato, il resort Simeiz in Crimea è una destinazione popolare per il turismo LGBTQ+. A Sebastopoli c'erano bar LGBTQ+-friendly e gli attivisti e le organizzazioni LGBTQ+ erano inclusi nella società pubblica della Crimea.
Dopo l'annessione della Crimea da parte della Russia, nella regione entrarono in vigore leggi russe discriminatorie. La violenza contro le persone LGBTQ+ è diventata più frequente, anche da parte delle forze di sicurezza russe. L'organizzazione per i diritti umani Memorial ha documentato casi in cui gli agenti di polizia hanno utilizzato la tortura per costringere i cittadini LGBTQ+ della Crimea, così come altri gruppi vulnerabili, a consegnare le loro proprietà e i loro immobili. Molte delle circa 10 000 persone LGBTQ+ presenti in Crimea sono state costrette a fuggire dalla regione.

### Durante l'invasione su vasta scala dell'Ucraina

#### Russia
Nel discorso di Vladimir Putin sulla conduzione di un'operazione militare speciale, in cui ha annunciato l'inizio dell'invasione russa su vasta scala dell'Ucraina nel 2022, una tra le giustificazioni per la guerra includeva affermazioni secondo cui stava proteggendo i valori tradizionali dagli atteggiamenti progressisti occidentali "che stanno portando direttamente al degrado e alla degenerazione, perché sono contrari alla natura umana" - riferendosi all'accettazione e al riconoscimento legale delle persone LGBTQ+ nei paesi occidentali.

#### Ucraina

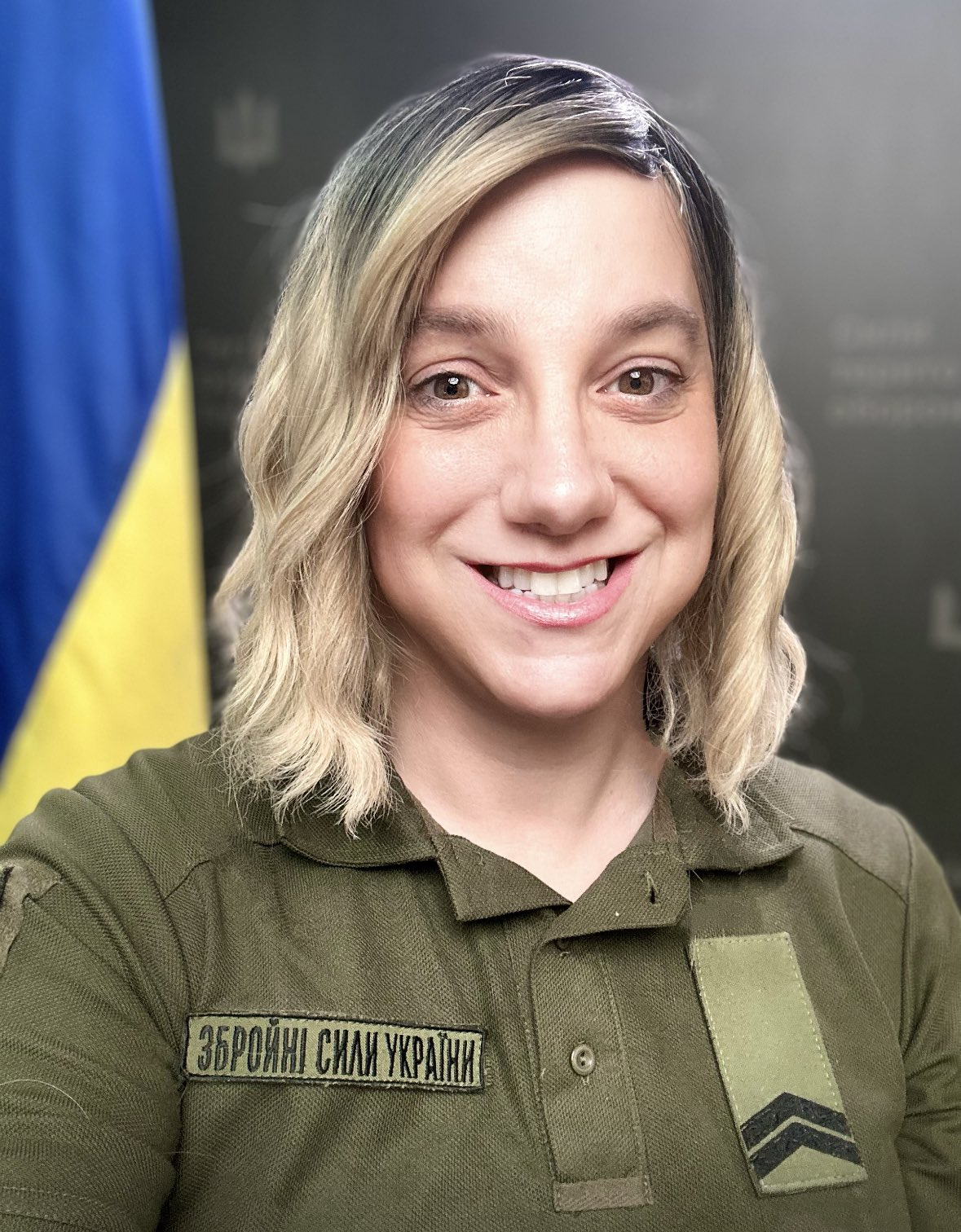
Sarah Ashton-Cirillo, ex giornalista americana che ha lavorato come portavoce delle forze di difesa territoriale dell'Ucraina

Nella società ucraina si è registrato un "forte aumento del sostegno alla comunità LGBTQ+ del Paese". In particolare, è cresciuto il sostegno alle unioni civili tra persone dello stesso sesso. Uno dei motivi principali è la partecipazione degli ucraini queer all'esercito durante la guerra. Un argomento comune per l’espansione dei diritti LGBTQ+ nel paese è stato che combattono contro gli invasori russi su una base di parità con qualsiasi altro ucraino.
In uno studio del 2022, anche tra gli intervistati che hanno espresso un'opinione negativa sulle persone LGBTQ+ in generale, il 53,8% si è dichiarato favorevole all'ammissione delle stesse nell'esercito. Tra gli intervistati che hanno espresso un'opinione generalmente positiva sulle persone LGBTQ+, il sostegno è stato dell'82,6%. Ci sono anche altri motivi.
Secondo la rivista Time, per alcuni ucraini "l'omofobia è diventata quasi sinonimo di aggressione russa", poiché Putin ha adottato l'omofobia come caratteristica distintiva della sua retorica e politica anti-occidentale. D'altro canto, l'accettazione delle persone queer è stata associata positivamente all'Occidente e all'Europa, con cui l'Ucraina ha cercato di allinearsi sin dalla rivoluzione della dignità.
Tuttavia, durante l'invasione in Ucraina, le persone LGBTQ+ sono diventate vulnerabili. Nei primi mesi dell'invasione, le persone transgender in Ucraina hanno dovuto affrontare una carenza di farmaci per la terapia ormonale transgender, che le organizzazioni umanitarie internazionali hanno contribuito a superare. A causa della chiusura delle frontiere per gli uomini di età compresa tra 18 e 60 anni in Ucraina, le donne transgender ucraine che non avevano completato la loro transizione legale e conservavano ancora il genere "maschile" nei loro documenti non potevano lasciare il paese.
Attualmente in Ucraina non esistono unioni civili tra persone dello stesso sesso. Di conseguenza, "se un soldato queer [ucraino] viene ferito o ucciso in azione, la mancanza di riconoscimento legale delle unioni tra persone dello stesso sesso significa che al suo partner non verrà concesso il diritto di prendere decisioni mediche per suo conto, di seppellirlo o di riscuotere alcun risarcimento statale".
Il presidente ucraino Volodymyr Zelens'kyj ha affermato di sostenere una maggiore uguaglianza in risposta alle petizioni che chiedono una legislazione sul matrimonio tra persone dello stesso sesso, ma ha affermato che una mossa del genere richiederebbe un emendamento alla Costituzione dell'Ucraina, che "non può essere modificata durante uno stato di guerra o di emergenza".